# Kairos Europa
Kairos Europa ist ein ökumenisches, von der Befreiungstheologie inspiriertes Netzwerk verschiedener kirchlicher Gruppen, Vereine und Einzelpersonen, die für die Umwelt und eine gerechte Weltordnung arbeiten.

## Geschichte
Hervorgegangen ist das Netzwerk aus dem Kairos-Prozess, einer 1985 gegründeten kirchlichen Initiative, die sich gegen die Apartheid in Südafrika engagierte. Die Idee eines europäischen Kairos-Prozesses entstand dann 1989 auf der ersten Europäischen Ökumenischen Versammlung der Kirchen. Ein wichtiger Initiator war Ulrich Duchrow. Ziel war es, auf allen Ebenen eine breite kirchliche und gesellschaftliche Auseinandersetzung mit den Folgen der Globalisierung zu führen und dadurch zu einer gerechteren und toleranteren Welt beizutragen.
2012 schloss sich Kairos Europa dem Bündnis Umfairteilen an.

## Struktur und Arbeitsweise
Kairos Europa ist als in Heidelberg eingetragener Verein organisiert. Als eine der ca. 170 Mitgliedsorganisationen der Organisation Attac hat es ein dezentrales Selbstverständnis. Inzwischen bestehen zahlreiche Regionalgruppen. Die Bewegung kooperiert mit diversen sozialen Bewegungen und Initiativen, mit Gewerkschaften, Nichtregierungsorganisationen sowie mit Kirchen auf allen Ebenen, darunter auch mit dem Ökumenischen Rat der Kirchen. Es hat zahlreiche Kooperationspartner und Sympathisanten, veranstaltet Konferenzen und tritt bei den Kirchentagen auf.